# Paul Chambrillon
Paul Chambrillon, né le 26 décembre 1924 dans le 11ème arrondissement de Paris et mort le 28 décembre 2000 à Antony, est un critique dramatique, un chroniqueur gastronomique et une personnalité parisienne. 

## Biographie
Il fut le directeur de la rédaction de Théâtre Magazine, mensuel édité par Michel Pastor, l'un des collaborateurs de l'hebdomadaire Valeurs actuelles, alors dirigé par Raymond Bourgine, de L'Avant Scène Cinéma… Outre ses nombreuses contributions à des revues durant plusieurs décennies, il a publié quelques ouvrages.
Mais le nom de Paul Chambrillon reste surtout attaché à Louis-Ferdinand Céline, dont il est considéré comme l'un des spécialistes par Marc Henri Cadier, et à son Anthologie Céline, un double CD qui est complété par un livret dont il est le coauteur avec Jean d'Ormesson et Albert Zbinden, et qui regroupe l'essentiel des enregistrements qu'il avait réalisés du vivant de l'auteur du Voyage au bout de la nuit. Un ensemble de documents sonores en grande partie uniques.
Paul Chambrillon est également l'auteur d'une émission radiophonique réalisée en 1963 pour la RTF sous le titre « Louis-Ferdinand Céline romancier expérimental », avec des textes de Céline lus par Marcel Bozzuffi, Alain Cuny et Jean-Pierre Lituac. Cette émission, conservée par l'Institut national de l'audiovisuel, a été rediffusée par France-Culture en 1998 et en 2010.
À l'occasion de la reparution en 2004 de Willy, Colette et moi de Sylvain Bonmariage, Jean-Pierre Thiollet rend, dans sa préface, un hommage particulier à Paul Chambrillon, cet « esprit indépendant et anticonformiste qui a laissé d'inestimables documents sonores sur Louis-Ferdinand Céline ».
La bibliothèque de Paul Chambrillon a fait l'objet d'une vente aux enchères à l'Hôtel Drouot le 24 juin 2014.

## Œuvres
- Céline, romancier expérimental, 1963
- Le verre et les arts du feu, Éditions France-Empire, 1963
- Jorge Luis Borges : des témoins, correspondance, inédits, interférences, situations, essais, Borges et Borges, chronologie de l'ultraïsme, biographie, glossaire argentin, bibliographie, iconographie de Dominique de Roux, avec des contributions notamment de Michel Beaujour et Paul Chambrillon, L'Herne, 1964
- Quinze chasses au trésor, en collaboration, Gauthier-Languereau, 1974
- Derrière le rideau, avec Joseph Breitbach et Jean Cau, Éditions Emile-Paul, 1975

## Discographie
- Marcel Jouhandeau et ses personnages : portraits, propos et anecdotes dits par l'auteur, Marcel Jouhandeau, avec François Gardet et Paul Chambrillon, 33 tours, 1960
- Louis-Ferdinand Céline parle… (livre audio sur CD), avec Eric Mazet, Marc Hanrez et Louis-Albert Zbinden, collection Écrivains du siècle, Perrin & Perrin, 1997
- Anthologie officielle Céline, avec Céline, Michel Simon, Arletty, Pierre Brasseur, Albert Zbinden et Louis Pauwels. Livret avec des textes de Paul Chambrillon, Jean d'Ormesson et Albert Zbinden, production Groupe Frémeaux & Associés (Frémeaux Colombini SAS) sous la direction de Paul Chambrillon, en accord avec la Succession Céline et Me Gibaud, Gallimard, Musidisc, Succession Louis Pauwels et Jean d'Ormesson, 2 CD, 2000